# Schedotrigona histrix
Schedotrigona histrix är en mångfotingart som beskrevs av Filippo Silvestri 1903. Schedotrigona histrix ingår i släktet Schedotrigona och familjen Metopidiotrichidae. Inga underarter finns listade i Catalogue of Life.